# Raffaele Pisu
Raffaele Pisu, pseudonimo di Guerrino Pisu (Bologna, 24 maggio 1925 – Castel San Pietro Terme, 31 luglio 2019), è stato un attore, comico, conduttore radiofonico e conduttore televisivo italiano.

## Biografia

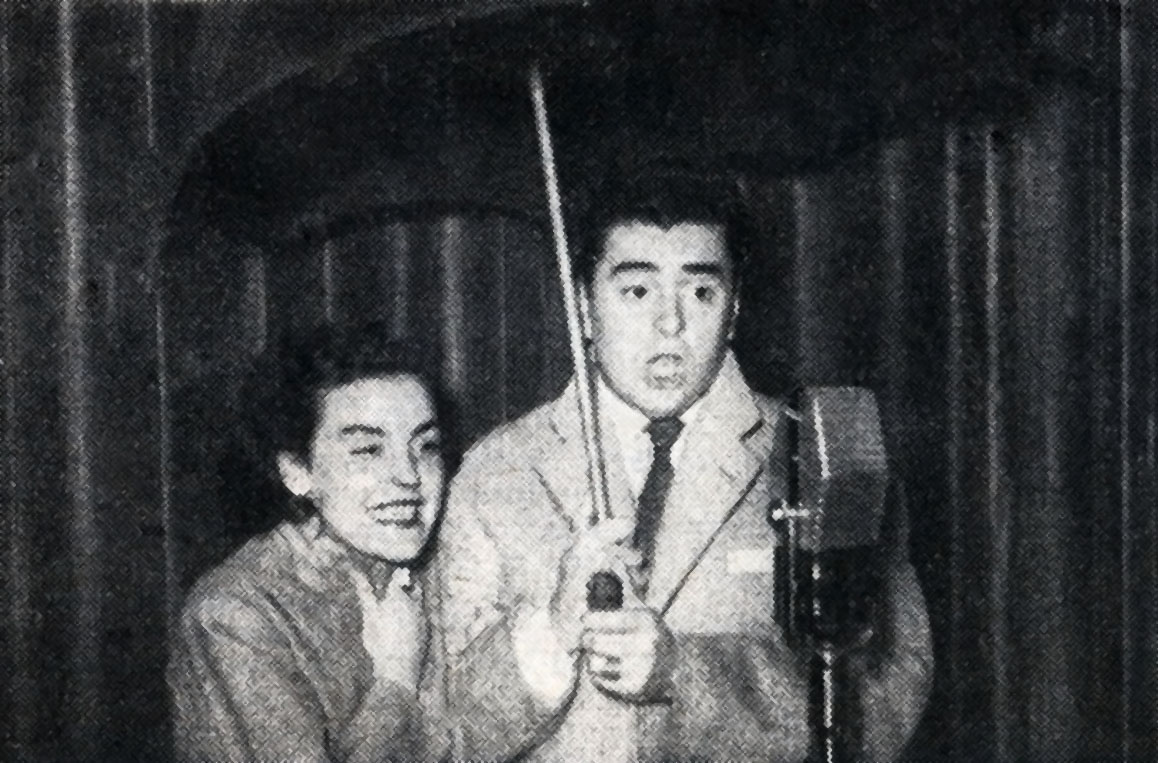
Isa Bellini e Raffaele Pisu nel varietà radiofonico Rai Sotto il parapioggia (1951)

Fratello minore di Mario Pisu, esordì ai microfoni di Radio Bologna nell'immediato dopoguerra in trasmissioni di varietà (era, tra l'altro, "l'uccellino della radio" che impartiva consigli e ammonizioni ai giovani ascoltatori all'interno della trasmissione per bambini Il grillo parlante), figurando nello stesso periodo tra i fondatori del Teatro La Soffitta di Bologna, sua città natale.
Combattente partigiano, durante il conflitto fu internato in Germania per 15 mesi. Dopo due stagioni nella compagnia di Memo Benassi (1947-1949), sufficienti a fargli comprendere che la sua vera vocazione era il teatro comico, giunse a Radio Roma, dove entrò nella compagnia del teatro comico musicale della Rai prendendo parte a numerose commedie (come La serenata al vento di Carlo Veneziani, del 1950) e allo spettacolo itinerante il Giringiro di Silvio Gigli.

### Il successo in radio
L'attività radiofonica gli fruttò grande popolarità soprattutto grazie alla sua comicità sorniona e alle macchiette pensate e interpretate per i celebri varietà dell'epoca, come Zaccaria, fidanzato di Adalgisa (Liliana Feldmann) in Chicchirichì (1953) e Prospero in Rosso e nero (1955).
Negli stessi anni collaborò con la compagnia di prosa di Radio Roma partecipando a diversi allestimenti, come ...E la missione continua, radiodramma di Guido Guard (1950), e Le convivenze teatrali di Antonio Simon Sografi (1955).

### Carriera cinematografica
Nel frattempo prese parte a molti film dell'epoca, tra cui I pappagalli (1955), con Alberto Sordi e Aldo Fabrizi, Padri e figli (1957), con Vittorio De Sica, Marcello Mastroianni, Franco Interlenghi, Memmo Carotenuto e Marisa Merlini, e Quanto sei bella Roma (1959), con Claudio Villa ed Enio Girolami.

### Carriera in televisione

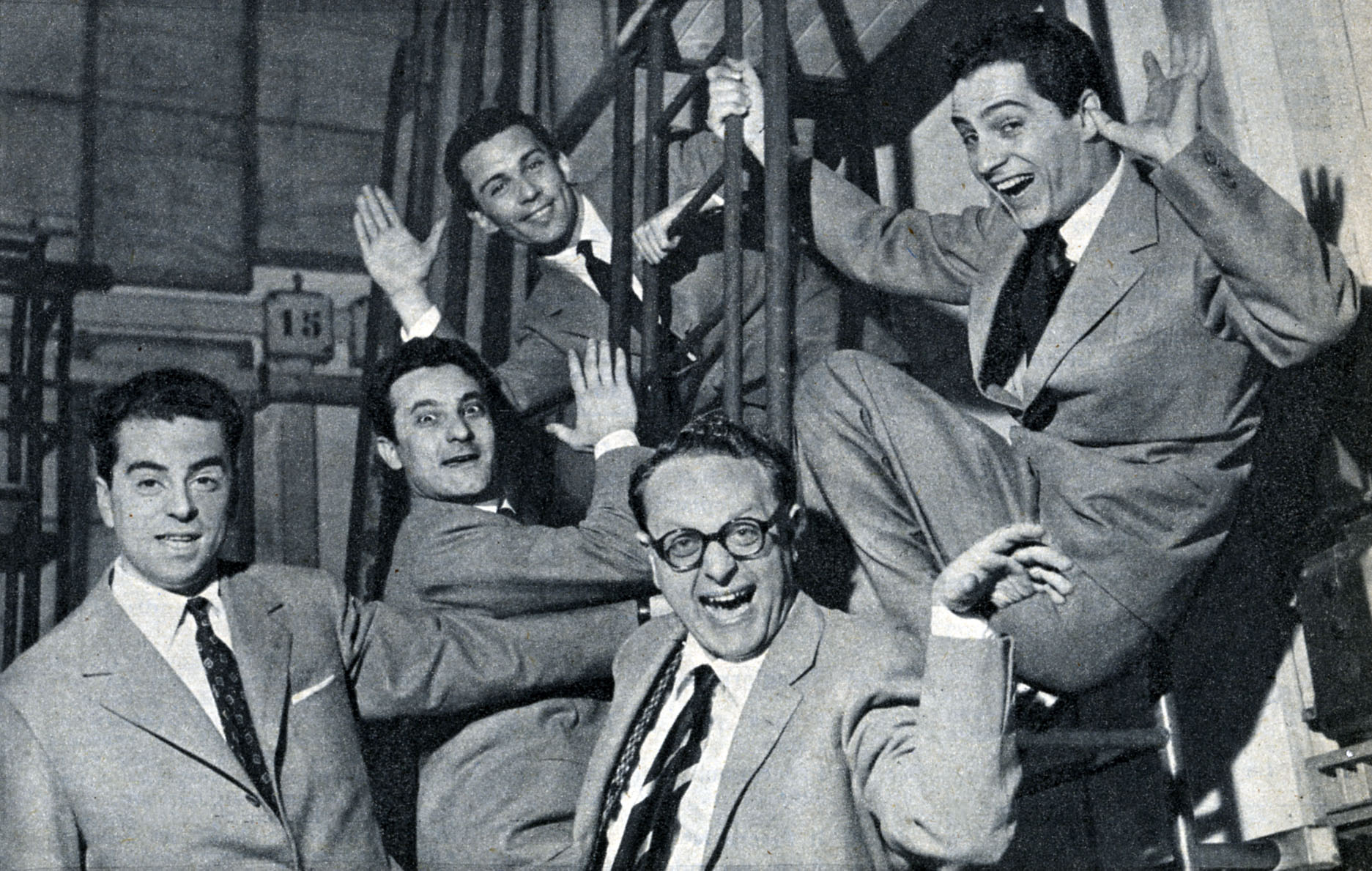
Raffaele Pisu, Pierluigi Pelitti, Paolo Ferrari, Gianni Bonagura e Nino Manfredi nella compagnia del teatro comico musicale della Rai di Roma nel 1954

Quando comparve con Gino Bramieri e Marisa Del Frate nei filmati del programma L'amico del giaguaro, presentato da Corrado (1961) il suo volto era già noto al pubblico; aveva infatti recitato in commedie brillanti all'italiana degli anni cinquanta, partecipato al varietà di Vittorio Metz e Marcello Marchesi Lui, lei e gli altri (1956) e al teleromanzo-musical Valentina (1958). Accanto alla comicità "barzellettiera" e prevalentemente verbale di Bramieri, Pisu si distingueva nelle caricature dei personaggi allora in voga.
Da ricordare anche l'insolito (ma riuscito) ruolo drammatico nel film Italiani, brava gente (1965) e la partecipazione a numerose riviste teatrali, come Sembra facile (1961) e Italiani si nasce (1964).

Raffaele Pisu con Gino Bramieri e Roberto Villa ne L'amico del giaguaro (1961)

In seguito partecipò, nel 1966, dapprima a Camera 22, una trasmissione di Gianfranco Bettetini, accanto al fratello Mario e a Luigi Silori, e poi, ancora con Corrado, a La trottola e nell'estate del 1968 a Vengo anch'io (la cui sigla era la canzone omonima di Enzo Jannacci) in cui lanciò il personaggio di Provolino presente anche nel successivo Che domenica amici (1968). Provolino, inizialmente doppiato da Oreste Lionello e poi, a partire da La domenica è un'altra cosa (1969), da Franco Latini, ebbe successo al punto di diventare protagonista di un disco per la RCA e di alcuni album a fumetti. Sempre nel 1968, prese parte alla commedia musicale a puntate Non cantare, spara, nel ruolo di Nebraska Joe.
Nel 1969 presentò i varietà televisivi Senza rete e La domenica è un'altra cosa e nel 1971 il varietà Come quando fuori piove. Nel 1974 condusse il programma Foto di gruppo, con la partecipazione di Gianfranco Funari e Tony Binarelli. Nel 1976 presentò, insieme a Gianni Agus, il programma Ma che scherziamo?
Pisu non interruppe mai, comunque, il suo rapporto con la radio, prendendo parte negli anni a numerosi programmi d'intrattenimento: tra gli altri, nel 1967 condusse, con Grazia Maria Spina, il gioco musicale a premi Le mille lire, mentre nel 1969 fu il mattatore del quiz dedicato allo sport automobilistico Indianapolis e nel 1971 presentò, con Minnie Minoprio, The Pupil, corso semiserio di lingua inglese.

### Carosello
Numerose anche le partecipazioni agli episodi della trasmissione televisiva pubblicitaria di Carosello: nel 1957 per il dentifricio Binaca, insieme a Pier Luigi Pelitti, Franca Tamantini e Ignazio Colnaghi; nel 1958 per le Distillerie Fabbri, insieme a Valeria Moriconi e ai balletti di Nino Capozzi e di R. J. Moretti e al complesso di Franco Chiari; nel 1958 per la Moka Express Bialetti (solo voce) e dal 1959 al 1961 e poi dal 1965 al 1968 (nel 1960 e nel 1967 anche come attore); nel 1961 per i tessuti della Chatillon, insieme a Lorella De Luca e a Duilio Loi e per la carne in scatola Simmenthal (sola voce); nel 1962 per le caramelle Dufour, insieme a Marisa Del Frate, e per il Doppio Brodo Star, insieme a Lauretta Masiero anche nel 1963; nel 1970, per la società petrolifera Anonima Petroli Italiana (API), in coppia con Gianni Agus; nel 1971 per l'analcolico Crodino.

### Il ritorno
Dopo un lungo periodo di silenzio (cominciato nel 1977 e interrotto solo dalla conduzione nel 1978 di Gran bazar sull'emittente televisiva locale Telecentro), ritornò alla radio dapprima nella trasmissione Varietà, varietà, dove interpretava il personaggio del "Tele Radio Postino", quindi, nel 1989, con Radiouno '90 (varietà di musica e sport della domenica mattina), e, dall'11 dicembre 1989 al 29 giugno 1991, in televisione con Striscia la notizia, telegiornale satirico di Canale 5, in coppia con Ezio Greggio.
Tra le sue apparizioni più recenti, quelle nelle fiction televisive: Non ho l'età (2001) e Non ho l'età 2 (2002), Una vita in regalo (2003), Ma chi l'avrebbe mai detto (2007) Marameo (2008) e Don Matteo 6 (2008). Da segnalare anche la partecipazione a diversi film, come Il trasformista (2002), Le conseguenze dell'amore (2004) e Non c'è più niente da fare (2008). Infine, nel 2007 torna a teatro con Delitto perfetto di Frederick Knott, per la regia di Geppy Gleijeses e successivamente nel 2011 è in tournée teatrale con la commedia Se devi dire una bugia dilla ancora più grossa, per la regia di Gianluca Guidi.
Raffaele Pisu muore il 31 luglio 2019, all'età di 94 anni, all'ospedale di Castel San Pietro Terme (BO). I funerali si sono svolti, dopo due giorni, nella chiesa di Santo Spirito a Imola; riposa presso il cimitero del Piratello di Imola.

## Vita privata
Residente a Imola dal 2010, nel 2015 scopre di avere un figlio, di 50 anni, anch'egli attivo nel mondo dello spettacolo come regista, di nome Paolo Rossi. Lo ha accolto nella sua famiglia, insieme alla moglie Leda Martellini e al figlio Antonio Pisu. Ha altre quattro figlie: Barbara Pisu, Cristina Pisu, Georgia Pisu e Marianna Pisu.

## Filmografia parziale

### Attore

#### Cinema
- Il padrone del vapore, regia di Mario Mattoli (1951)
- Fiorenzo, il terzo uomo, regia di Stefano Canzio (1951)
- Ridere! Ridere! Ridere!, regia di Edoardo Anton (1954)
- I pappagalli, regia di Bruno Paolinelli (1955)
- La voce che uccide, regia di Aldo Colombo (1956)
- Il cocco di mamma, regia di Mauro Morassi (1957)
- Padri e figli, regia di Mario Monicelli (1957)
- Susanna tutta panna, regia di Steno (1957)
- Carosello di canzoni, regia di Luigi Capuano (1958)
- Gli italiani sono matti, regia di Duilio Coletti e Luis María Delgado (1958)
- Valeria ragazza poco seria, regia di Guido Malatesta (1958)
- Uomini e nobiluomini, regia di Giorgio Bianchi (1959)
- Agosto, donne mie non vi conosco, regia di Guido Malatesta (1959)
- Fantasmi e ladri, regia di Giorgio Simonelli (1959)
- Quel tesoro di papà, regia di Marino Girolami (1959)
- Le bellissime gambe di Sabrina, regia di Camillo Mastrocinque (1959)
- La cento chilometri, regia di Giulio Petroni (1959)
- Juke box - Urli d'amore, regia di Mauro Morassi (1959)
- Quanto sei bella Roma, regia di Marino Girolami (1959)
- Le ambiziose, regia di Antonio Amendola (1960)
- Caccia al marito, regia di Marino Girolami (1960)
- Ulisse contro Ercole, regia di Mario Caiano (1962)
- In ginocchio da te, regia di Ettore Maria Fizzarotti (1964)
- Italiani, brava gente, regia di Giuseppe De Santis (1964)
- Se non avessi più te, regia di Ettore Maria Fizzarotti (1965)
- Non son degno di te, regia di Ettore Maria Fizzarotti (1965)
- L'ombrellone, regia di Dino Risi (1966)
- Non stuzzicate la zanzara, regia di Lina Wertmüller (1967)
- Il trasformista, regia di Luca Barbareschi (2002)
- Le conseguenze dell'amore, regia di Paolo Sorrentino (2004)
- Terapia Roosevelt, regia di Vittorio Muscia (2006)
- SMS - Sotto mentite spoglie, regia di Vincenzo Salemme (2007)
- Non c'è più niente da fare, regia di Emanuele Barresi (2008)
- Par suite d'un arrêt de travail..., regia di Frédéric Andréi (2008)
- Tutta colpa della musica, regia di Ricky Tognazzi (2011)
- Il mio domani, regia di Marina Spada (2011)
- Nobili bugie, regia di Antonio Pisu (2016)

### Televisione
- Valentina – miniserie TV (1958)
- Le rispettabili signorine Arbuckle, regia di Alberto Gagliardelli (1959)[9]
- Non cantare, spara, regia di Daniele D'Anza – miniserie TV (1968)
- Non ho l'età, regia di Giulio Base – film TV (2001)
- Non ho l'età 2, regia di Giulio Base – film TV (2002)
- Una vita in regalo, regia di Tiziana Aristarco – film TV (2003)
- Carabinieri – serie TV, episodi 5x03-5x04 (2006)
- Ma chi l'avrebbe mai detto, regia di Giuliana Gamba e Alessio Inturri – miniserie TV (2007)
- Medicina generale – serie TV, episodi 1X5-1X6 (2007)
- Marameo, regia di Rolando Colla – film TV (2008)
- Don Matteo – serie TV, episodio 6x02 (2008)

### Doppiatore
- Roberto Risso in Le signorine dello 04
- Julio Riscal in Marinai, donne e guai
- Eulalio González in La nave dei mostri
- Carosello Bialetti

## Programmi televisivi (parziale)
- Lui, lei e gli altri (1956)
- L'amico del giaguaro (Programma Nazionale, 1961)
- Camera 22, regia di Gianfranco Bettetini (Secondo Programma, 1966)
- La trottola (Programma Nazionale, 1966)
- Vengo anch'io (Programma Nazionale, 1968)
- Che domenica amici (Programma Nazionale, 1968)
- Senza rete (Programma Nazionale, 1969)
- La domenica è un'altra cosa (Programma Nazionale, 1969)
- Come quando fuori piove (Programma Nazionale, 1971)
- Foto di gruppo (Secondo Programma, 1974)
- Ma che scherziamo? (Rete 2, 1976)
- Valentina, una ragazza che ha fretta (Rete 1, 1977)
- Gran bazar (1978)
- Striscia la notizia (Canale 5, 1989-1991)
- Telelotto (1990)

## Radio (parziale)
- La tunica greca di Eudo Benini, regia di Adriano Magli, trasmessa il 26 luglio 1948.
- Il primo amore, commedia di Orio Vergani, regia di Adriano Magli, trasmessa il 2 agosto 1948.
- Il roccolo, commedia di Ernesto Quadrone, regia di Sandro Bolchi, trasmessa 8 settembre 1948.
- La serenata al vento di Carlo Veneziani, regia di Silvio Gigli (1950)
- ...E la missione continua, radiodramma di Guido Guard (1950)
- Sotto il parapioggia, rivista settimanale di Dino Verde e Renzo Puntoni, regia di Riccardo Mantoni (1951-1952)
- Chicchirichì (1953)
- Indianapolis, quiz con testi di Paolini e Silvestri, regia di Gianni Casaliano (1970)
- Le convivenze teatrali di Antonio Simon Sografi (1955)
- Rosso e nero (1955)
- Le mille lire (1967)
- Indianapolis (1969)
- The Pupil (1969)
- Varietà, varietà
- Radiouno '90 (1989)

## Teatro (parziale)
- Festival di Dino Verde e Age & Scarpelli, con Wanda Osiris, Alberto Lionello, Nino Manfredi ed Elio Pandolfi (1954)
- Sembra facile, regia di Vito Molinari, con Marisa Del Frate (1961)
- Italiani si nasce, regia di Vito Molinari, con Gino Bramieri e Marisa Del Frate (1964)
- Delitto perfetto, regia di Geppy Gleijeses (2007)
- Se devi dire una bugia dilla ancora più grossa, regia di Gianluca Guidi e Geppy Gleijeses (2011)

## Doppiatori italiani
- Gianni Bonagura in I pappagalli, Quel tesoro di papà
- Nino Manfredi in Padri e figli
- Nino Dal Fabbro in Susanna tutta panna
- Gianfranco Bellini in Quanto sei bella Roma
- Gianni Musy in Italiani, brava gente
- Renato Turi in Non stuzzicate la zanzara

## Discografia

### Partecipazioni
- 1973 – AA.VV. Malia Rocco - Malaroma